# Desmodium helenae
Desmodium helenae är en ärtväxtart som beskrevs av Buscal. och Reinhold Conrad Muschler. Desmodium helenae ingår i släktet Desmodium och familjen ärtväxter. Inga underarter finns listade i Catalogue of Life.